# Kulturno-povijesna cjelina Bedenica
Kulturno-povijesna cjelina Bedenica, kompleks zgrada mjestu i općini Bedenica, zaštićeno kulturno dobro.

## Opis dobra
Bedenica se nalazi na sjeveroistočnim obroncima Medvednice uz dolinu potoka Bedenica, desetak kilometara sjevernije od grada Svetog Ivana Zeline. Središtem naselja dominira vertikala tornja župne crkve Svih Svetih (13. – 19.st.) koja zajedno sa župnim dvorom (1871. godine) te zgradama stare škole (1889. godine) i nekadašnjeg Prosvjetnog ognjišta (1942. godine) čini cjelinu povijesne, arhitektonske i ambijentalne vrijednosti svjedočeći o višestoljetnom sakralno – prosvjetnom kontinuitetu Bedenice. Skladnim arhitektonskim oblikovanjem, stilskim detaljima i prostornom uklopljenošću svojih volumena, građevine oblikuju vrijedan povijesni mikroambijent koji se ističe u brežuljkastom zelinsko – prigorskom krajoliku.

## Zaštita
Pod oznakom Z-6120 zavedena je kao nepokretno kulturno dobro – pojedinačno, pravna statusa zaštićena kulturnog dobra, klasificirano kao "sakralna graditeljska baština".